# Bildtafel der Verkehrszeichen in Ungarn
Die Bildtafel der Verkehrszeichen in Ungarn zeigt die gegenwärtig gültigen Verkehrszeichen in Ungarn. In Form und Gestaltung orientieren sich die Verkehrszeichen an den Richtlinien und Vorlagen des Wiener Übereinkommens über Straßenverkehrszeichen. Aus Gründen der Verständlichkeit bestehen die Verkehrszeichen überwiegend aus allgemein bekannten Piktogrammen, nur in wenigen Fällen werden Begriffe in ungarischer Sprache verwendet.

## Warnzeichen

A-1 Kurve links
A-2 Kurve rechts
A-3 Gefährliche Kurven (links beginnend)
A-4 Gefährliche Kurven (rechts beginnend)
A-5 Gefälle
A-6 Steigung
A-7 Fahrbahnverengung (beidseitig)
A-8 Fahrbahnverengung (linksseitig)
A-9 Fahrbahnverengung (rechtsseitig)
A-10 Bewegliche Brücke
A-11 Ufer (Aufstellung links)
A-12 Ufer (Aufstellung rechts)
A-13 Unebene Fahrbahn
A-14 Bremsschwelle
A-15 Straßensperrung
A-16 Rutschgefahr
A-17 Schotter
A-18 Steinschlag (Aufstellung links)
A-19 Steinschlag (Aufstellung rechts)
A-20 Fußgängerüberweg
A-21 Kinder
A-21a Achtung! Kinder
A-22 Radverkehr
A-23 Viehtrieb
A-24 Wildwechsel
A-25 Arbeitsstelle
A-26 Lichtzeichenanlage
A-27 Kreuzung
A-28 Kreuzung mit Nebenstraße
A-37 Gegenverkehr
A-38 Bahnübergang mit Schranken
A-39 Bahnübergang ohne Schranken
A-40 Straßenbahnschienen
A-41 Andreaskreuz (eingleisiger Bahnübergang) - liegend
A-42 Andreaskreuz (mehrgleisiger Bahnübergang) - liegend
A-43 Andreaskreuz (eingleisiger Bahnübergang)
A-44 Andreaskreuz (mehrgleisiger Bahnübergang)
A-45 Dreistreifige Bake – Aufstellung links
A-46 Dreistreifige Bake – Aufstellung rechts
A-47 Zweistreifige Bake – Aufstellung links
A-48 Zweistreifige Bake – Aufstellung rechts
A-49 Einstreifige Bake – Aufstellung links
A-50 Einstreifige Bake – Aufstellung rechts
A-51 Flugbetrieb
A-52 Seitenwind
A-53 Gefahrstelle
A-54 Fußgänger
A-56 Kreisverkehr
A-57 Stau
A-86b Wildwechsel
Tunnel

## Vorrangzeichen

B-1 Vorfahrt gewähren
B-2 Halt! Vorfahrt gewähren
B-3 Vorfahrtstraße
B-4 Ende der Vorfahrtstraße
B-5 Vorrang des Gegenverkehrs
B-6 Vorrang vor dem Gegenverkehr

## Verbots- und Beschränkungszeichen

C-1 Verbot der Einfahrt
C-2 Verbot für Fahrzeuge aller Art
C-3 Verbot für Kraftwagen
C-4 Verbot für Krafträder
C-5 Verbot für Radverkehr
C-6 Verbot für Mofas
C-7 Verbot für Kraftfahrzeuge über 3,5 t
C-8 Verbot für Kraftfahrzeuge über 7,5 t
C-9 Verbot für Lastkraftwagen mit Anhänger
C-10 Verbot für Lastkraftwagen mit Anhänger über 5 t
C-11 Verbot für Lastkraftwagen über angegebene tatsächliche Masse
C-12 Verbot für kennzeichnungspflichtige Kraftfahrzeuge mit gefährlichen Gütern
C-13 Verbot für Fußgänger
C-14 Verbot für Zugtiergespanne
C-15 Verbot für Handkarren
C-16 Verbot für Landwirtschaftliche Fahrzeuge
C-17 Verbot für Explosive oder brennbare Ladung
C-18 Verbot für Fahrzeuge mit wassergefährdender Ladung
C-19 Verbot für Kraftfahrzeuge
C-20 Verbot für Landwirtschaftliche Fahrzeuge, Radverkehr und Zugtiergespanne
C-21 Verbot für Fahrzeuge über angegebene tatsächliche Breite
C-22 Verbot für Fahrzeuge über angegebene tatsächliche Höhe
C-23 Verbot für Fahrzeuge über angegebene tatsächliche Masse
C-24 Verbot für Fahrzeuge über angegebene tatsächliche Achslast
C-25 Verbot für Fahrzeuge über angegebene tatsächliche Länge
C-26 Verbot des Unterschreitens des angegebenen Mindestabstandes für Kraftwagen
C-27 Verbot des Unterschreitens des angegebenen Mindestabstandes für Lastkraftwagen
C-28 Verbot des Linksabbiegens
C-29 Verbot des Rechtsabbiegens
C-30 Verbot des Wendens
C-31 Überholverbot für Kraftfahrzeuge aller Art
C-32 Überholverbot für Kraftfahrzeuge über 3,5 t
C-33-50 Zulässige Höchstgeschwindigkeit
C-33-70 Zulässige Höchstgeschwindigkeit
C-33-100 Zulässige Höchstgeschwindigkeit
C-34 Zollstelle
C-40 Fähre
C-41 Polizei
C-42 Verbot für Kraftomnibusse
C-43 Ende sämtlicher streckenbezogener Geschwindigkeitsbeschränkungen und Überholverbote
C-44 Ende der zulässigen Höchstgeschwindigkeit
C-45 Ende des Überholverbotes für Kraftfahrzeuge aller Art
C-46 Ende des Überholverbotes für Kraftfahrzeuge über 3,5 t
C-47 Eingeschränktes Haltverbot
C-48 Absolutes Haltverbot
C-49 Mautpflichtige Strecke

## Vorschriftzeichen

D-1 Vorgeschriebene Fahrtrichtung – geradeaus
D-2 Vorgeschriebene Fahrtrichtung – hier links
D-3 Vorgeschriebene Fahrtrichtung – hier rechts
D-4 Vorgeschriebene Fahrtrichtung – geradeaus oder links
D-5 Vorgeschriebene Fahrtrichtung – geradeaus oder rechts
D-8 Vorgeschriebene Fahrtrichtung – rechts
D-9 Vorgeschriebene Fahrtrichtung – links
D-10 Vorgeschriebene Fahrtrichtung – rechts oder links
D-11 Vorgeschriebene Fahrtrichtung – rechts, geradeaus oder links
D-12 Vorgeschriebene Fahrtrichtung – wenden
D-14 Vorgeschriebene Vorbeifahrt – rechts vorbei
D-15 Vorgeschriebene Vorbeifahrt – links vorbei
D-16 Vorgeschriebene Vorbeifahrt – links oder rechts vorbei
D-17 Kreisverkehr
D-18 Vorgeschriebene Fahrtrichtung für kennzeichnungspflichtige Kraftfahrzeuge mit gefährlichen Gütern - rechts
D-19 Vorgeschriebene Fahrtrichtung für kennzeichnungspflichtige Kraftfahrzeuge mit gefährlichen Gütern - links
D-20 Vorgeschriebene Fahrtrichtung für kennzeichnungspflichtige Kraftfahrzeuge mit gefährlichen Gütern - geradeaus
D-21 Vorgeschriebene Mindestgeschwindigkeit
D-22 Ende der vorgeschriebenen Mindestgeschwindigkeit
D-23 Radweg
D-24 Ende des Radwegs
D-25 Gehweg
D-26 Ende des Gehwegs
D-27 Gemeinsamer Geh- und Radweg
D-28 Ende des Gemeinsamen Geh- und Radwegs
D-29 Getrennter Rad- und Gehweg (Radweg rechts)
D-30 Ende des getrennten Rad- und Gehwegs (Radweg rechts)
D-31 Getrennter Rad- und Gehweg (Radweg links)
D-32 Ende des getrennten Rad- und Gehwegs (Radweg links)
D-33 Schneeketten vorgeschrieben
D-34 Schneeketten nicht mehr vorgeschrieben
D-37 Vorgeschriebene Fahrtrichtung für Radverkehr - geradeaus oder rechts
D-38 Vorgeschriebene Fahrtrichtung für Kraftomnibusse - geradeaus oder rechts

## Hinweise

E-12 Einbahnstraße
E-16 Autobahn
E-17 Ende der Autobahn
E-18 Kraftfahrstraße
E-19 Ende der Kraftfahrstraße
E-20 Ortstafel Vorderseite
E-21 Ortstafel Rückseite
Zusätzliche Ortstafel in Minderheitensprache
Stadtteil
E-26 Beginn eines eingeschränkten Haltverbotes für eine Zone
E-27 Ende eines eingeschränkten Haltverbotes für eine Zone
E-28 Beginn einer Tempo 30-Zone
E-29 Ende einer Tempo 30-Zone
E-30 Beginn einer Verbotszone für Kraftfahrzeuge über 7,5 t
E-31 Ende einer Verbotszone für Kraftfahrzeuge über 7,5 t
E-32 Beginn einer Fußgängerzone
E-33 Ende einer Fußgängerzone
E-34 Beginn einer Parkzone
E-35 Ende einer Parkzone
E-36 Beginn eines gemeinsamen Geh- und Radwegs
E-37 Ende eines gemeinsamen Geh- und Radwegs
E-38 Fußgängerüberweg
E-39 Bushaltestelle
E-40 Oberleitungsbus
E-41 Straßenbahnhaltestelle
E-42 Taxi
E-43 Beginn eines verkehrsberuhigten Bereichs
E-44 Ende eines verkehrsberuhigten Bereichs
E-45 Krankenhaus
E-46 Parkplatz
E-47 Parkplatz Anfang
E-48 Parkplatz für Kraftfahrzeuge über 7,5 t
E-49 Parkhaus, Parkgarage
E-53 Parken und Reisen
E-54 Behindertenparkplatz
Tunnel
Nummerntafel für Hauptstraßen
Nummerntafel für Europastraßen
Nummerntafel für Autobahnen

F-1 Erste Hilfe
F-2 Pannenhilfe
F-3 Fernsprecher
F-4 Tankstelle
F-5 Autobahnhotel
F-6 Autobahngasthaus
F-7 Autobahnkiosk
F-8 Wanderweg
F-9 Zeltplatz
F-10 Wohnwagenplatz
F-11 Zelt- und Wohnwagenplatz
F-12 Jugendherberge
F-13 Verkehrsfunk
F-14 Toilette
F-15 Badeplatz
F-16 Tankstelle mit bleifreiem Benzin
F-17 Tankstelle mit bleifreiem Benzin und Autogas
F-18 Fähre
F-19 Bahnhof
F-20 Flughafen
F-21 Informationsstelle
F-29 Bewegliche Brücke
F-30 Polizei
F-31 Verkehrskontrolle
F-37 Internet

Tabellenwegweiser an Hauptstraßen
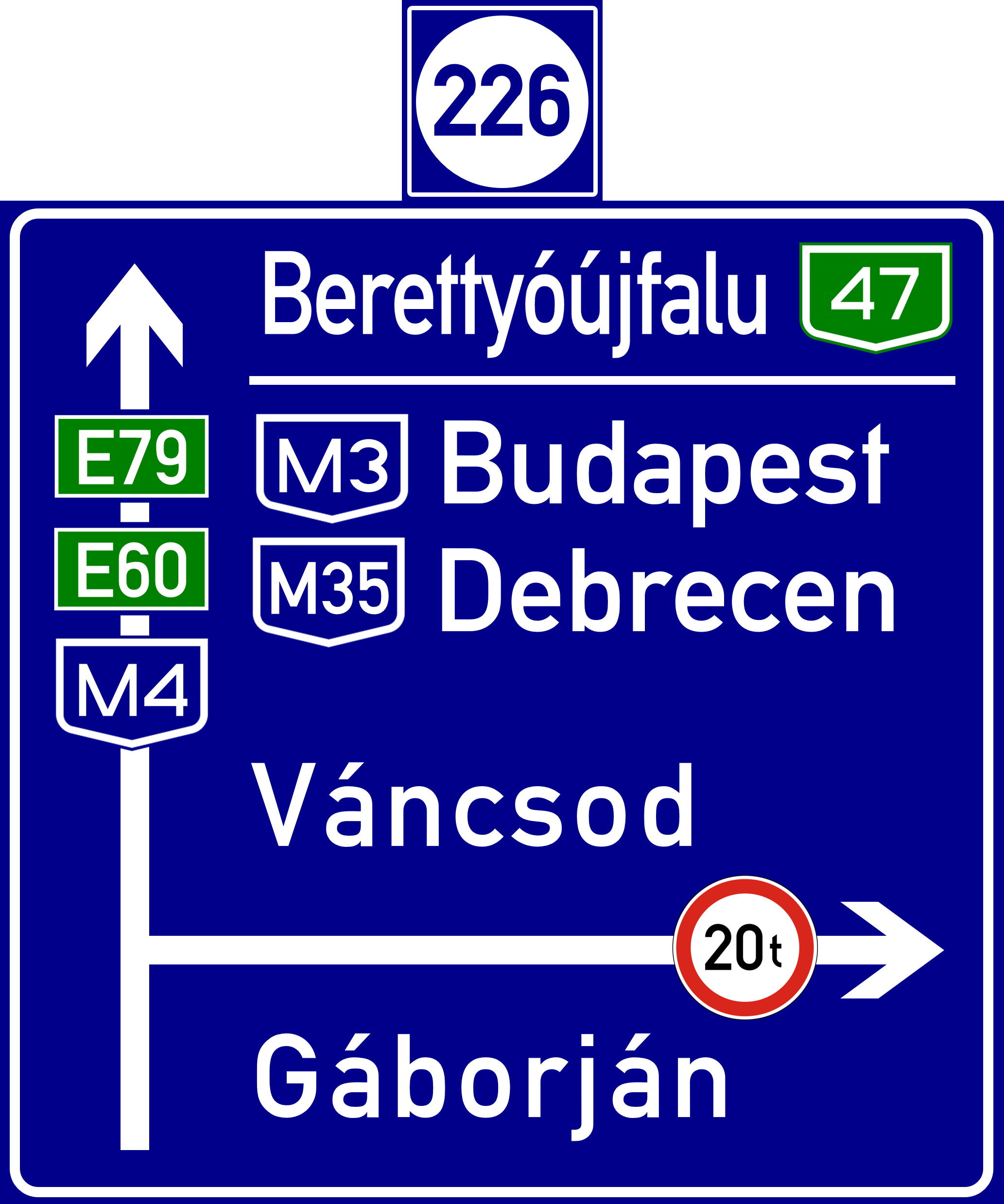
G-79 Vorwegweiser an Autobahnen und Schnellstraßen
G-106 Entfernungstafel an Autobahnen und Schnellstraßen
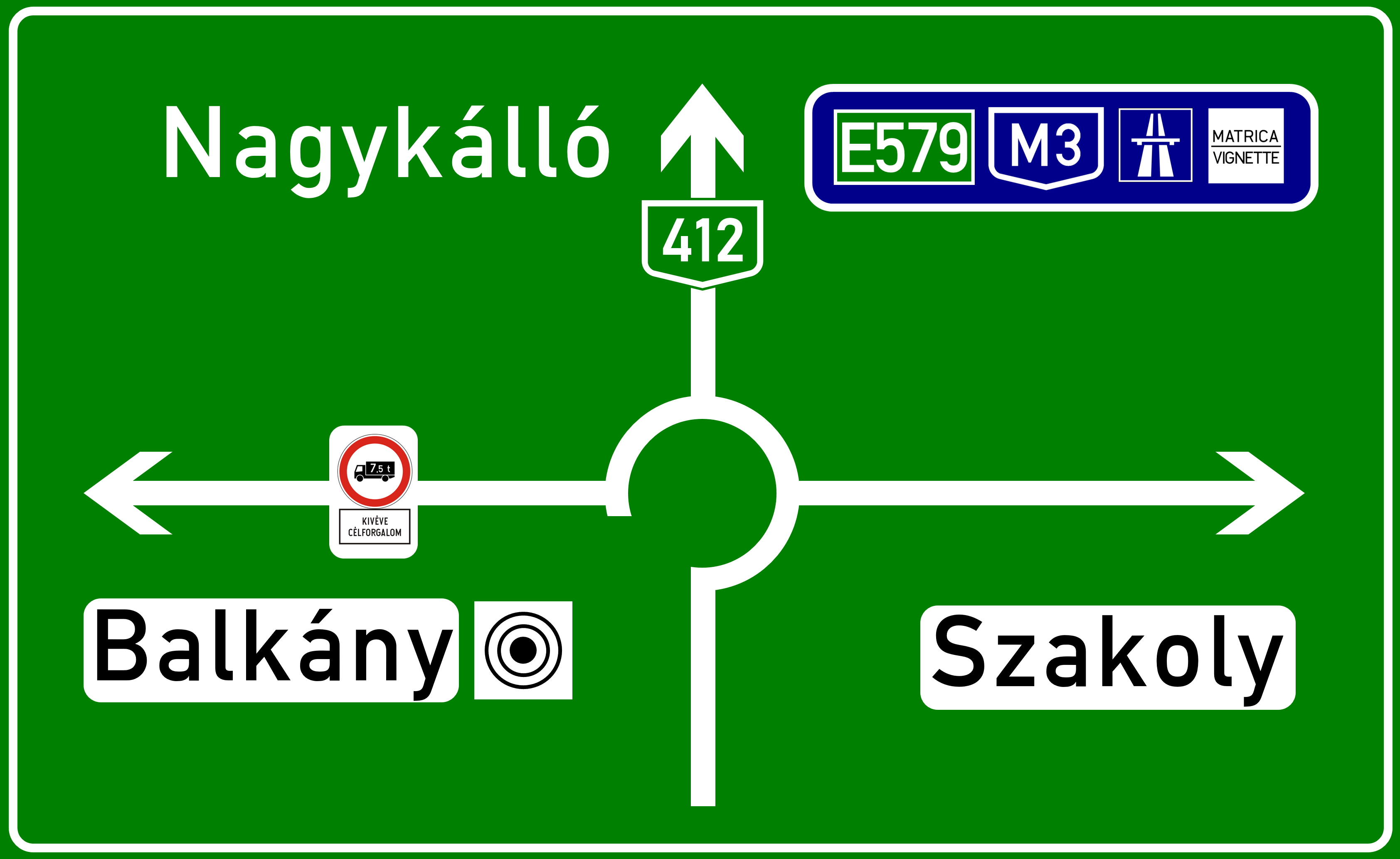
Vorwegweiser an Hauptstraßen
Entfernungstafel an Hauptstraßen
G-202 Komitatsgrenze
G-205 Staatsgrenze
Staatsgrenze
G-301 Sackgasse
G-302 für Radverkehr durchlässige Sackgasse
G-305 Fußgängerunterführung
G-306 Fußgängerüberführung
G-351 Ausfahrttafel auf der Autobahn und Schnellstraße
G-401 Informationstafel an Grenzübergangsstellen
Grenzübergangsstelle
Willkommenstafel

## Zusatzzeichen

### Verlauf von Vorfahrtstraßen

H-1 Verlauf der Vorfahrtstraße an Kreuzungen von unten nach links
H-3 Verlauf der Vorfahrtstraße an Kreuzungen von unten nach rechts
H-5 Verlauf der Vorfahrtstraße von unten nach links, Einmündung von rechts
H-6 Verlauf der Vorfahrtstraße von unten nach links, Einmündung von oben
H-7 Verlauf der Vorfahrtstraße an Kreuzungen von oben nach links
H-8 Verlauf der Vorfahrtstraße an Kreuzungen von oben nach rechts
H-10 Verlauf der Vorfahrtstraße von oben nach links, Einmündung von unten

### Entfernungs- und Zeitangaben

H-11 Stop in 300 m
H-12 6-20.30h
H-14 Mo.-Fr. 6-20.30h
H-17 nach 300 m
H-18 in 0,8 km

### Hinweise auf Gefahren durch Sinnbild

H-24 eingeschränktes Lichtraumprofil durch Bäume
H-25 Amphibienwanderung
H-26 Gefahr unerwarteter Glatteisbildung
H-27 Gefahr unerwarteter Nässe
H-34 Unfallgefahr

### Parken

H-37 Querparken
H-38 Schrägparken
H-50 Parkuhr
H-51 Parkscheibe
H-51 Entladezone

### Fahrzeuge

H-61 Personenkraftwagen
H-62 Kraftfahrzeuge mit einer zulässigen Gesamtmasse über 3,5 t
H-63 Kraftomnibus
H-64 Kraftrad
H-65 Mofa
H-66 Fahrrad
H-67 Landwirtschaftliches Fahrzeug
H-68 Straßenbahn
H-69 Lastkraftwagen mit Anhänger
H-70 Pkw mit Anhänger
H-71 Sattelmotorfahrzeug
H-72 Pkw mit Wohnmobil
H-73 Wohnmobil
H-74 Wohnwagen
H-75 Anhänger
H-76 Oberleitungsbus

### Personengruppen frei (verbal)

H-79 Warenanlieferung frei
H-80 Zielverkehr frei
H-81 Volán (ÖPNV-Bus) frei
H-82 Polizei frei
H-83 Frei mit Genehmigung

### Fahrzeuge frei

H-84 Personenkraftwagen frei
H-85 Kraftfahrzeuge mit einer zulässigen Gesamtmasse über 3,5 t frei
H-86 Kraftomnibus frei
H-87 Krafträder frei
H-88 Mofas frei
H-89 Radfahrer frei
H-90 Landwirtschaftliche Fahrzeuge frei
H-91 Straßenbahn frei
H-92 Lastkraftwagen mit Anhänger frei
H-93 Pkw mit Anhänger frei
H-94 Sattelmotorfahrzeug frei
H-95 Pkw mit Wohnmobil frei
H-96 Wohnmobil frei
H-97 Wohnwagen frei
H-98 Anhänger frei
H-99 Schwerbehinderte frei
H-100 Oberleitungsbus frei
H-101 Taxi frei

## Touristische Hinweise

I-1 Zoo
I-4 Aussichtspunkt
I-5 Vogelpark
I-25 Theater
I-26 Museum
I-31 Friedhof
I-32 Kirche
I-34 Schloss/Burg
I-37 Wassermühle
I-40 Apotheke
I-44 Informationsstelle
I-45 Brunnen
Fluss/Kanal
Information
Wegweiser